# Messierov katalog
Messierov katalog je prvi katalog nebeskih maglica. Iako star preko 2 stoljeća, Messierov se katalog i danas koristi i to iz razloga što sadrži veliku većinu difuznih objekata vidljivih s umjerenih zemljopisnih širina sjeverne polutke. Svih 110 objakata mogu se vidjeti uz pomoć teleskopa s promjerom objektiva od 6 inča (oko 15 cm), pa i uz određeno svjetlosno zagađenje.
Katalog je započeo stvarati Charles Messier, francuski astronom iz 18. stoljeća.

## Poveznice
- Popis Messierovih objekata
- Messierov maraton
- Objekti dubokog svemira
- New General Catalogue
- Caldwellov katalog

## Vanjske poveznice
- (hrv.) http://astro.fdst.hr/Promatracka/messierov_katalog.php  Arhivirana inačica izvorne stranice od 26. lipnja 2008. (Wayback Machine)
- (engl.) http://www.seds.org/messier/  Arhivirana inačica izvorne stranice od 4. rujna 2011. (Wayback Machine)
- (engl.) http://www.seds.org/messier/xtra/history/CMessier.html  Arhivirana inačica izvorne stranice od 19. srpnja 2004. (Wayback Machine)
- (engl.) http://zebu.uoregon.edu/messier.html  Arhivirana inačica izvorne stranice od 14. lipnja 2004. (Wayback Machine)
- (engl.) http://messier45.com/messier/index.html  Arhivirana inačica izvorne stranice od 25. prosinca 2004. (Wayback Machine)